# Масени број
Масени број (А), представља збир протона и неутрона у језгру атома и увек је цео број. Основни назив за протоне, односно неутроне у атомском језгру је нуклеони. Ознака за масени број је А.